# Typopeltis harmandi
Espèce
Typopeltis harmandi est une espèce d'uropyges de la famille des Thelyphonidae.

## Distribution
Cette espèce est endémique du Viêt Nam.

## Publication originale
- Kraepelin, 1900 : Ueber einige neue Gliederspinnen. Abhandlungen aus dem Gebiete der Naturwissenschaften Verein, Hamburg, vol. 16, no 4, p. 1-17.